# Droga ekspresowa R6 (Słowacja)
Droga ekspresowa R6 (słow. rýchlostná cesta R6) – projektowana droga ekspresowa na Słowacji łącząca autostradę D1 z granicą z Czechami. Razem z również projektowaną czeską autostradą D49 utworzy połączenie szybkiego ruchu po śladzie planowanej w czasach Czechosłowacji autostrady D1.
Do grudnia 2006 wykonano około 6 km jednojezdniowej drogi łączącej autostradę D1 (węzeł Beluša) z centrum Puchova.